# Gabriel Taschereau de Baudry
Gabriel Taschereau de Baudry (Tours, 15 marzo 1673 – Parigi, 22 aprile 1755) è stato un politico e nobile francese.

## Biografia
Nato a Tours, era figlio di Jean Taschereau de Baudry, che fu sindaco di Tours tra il 1678 ed il 1682, e di sua moglie, Nicole Françoise Collin. Come il padre, anche Gabriel Taschereau de Baudry fu sindaco di Tours verso il 1710.
Il 1º luglio 1720 venne nominato Lieutenant général de police di Parigi e  capo della prefettura della capitale. Durante il suo incarico , nel 1720 emanò un decreto per la sicurezza degli abitanti di Parigi ed istituì  il certificato di condotta per i servitori.
Lasciò il comando della polizia di Parigi il 26 aprile 1722, e fu nominato controllore generale delle finanze del regno di Francia. Nel 1740 divenne consigliere di stato.
Sposò Philippine Taboureau des Réaux. Morì a Parigi nel 1755, all'età di 82 anni.